# Wolfgang Roß
Wolfgang Roß (* 8. Februar 1935 in Düsseldorf; † Juli 1994) war ein deutscher Politiker (NPD).
Roß besuchte die Volksschule in Lodz und Hammelburg, die Oberschule in Hammelburg und die Mittelschule in Düsseldorf. Nachdem er eine Lehre zum Kaufmann abgelegt hatte, trat er als Freiwilliger in die Bundeswehr ein. Beim Pionier-Lehr-Bataillon in München-Freimann war er zunächst in einem Mannschaftsdienstgrad tätig. Über den zweiten Bildungsweg stieg er zum Offizier auf. 1961 wurde er zum Leutnant ernannt, damit war er ein Berufssoldat. Im Verlauf seiner weiteren militärischen Laufbahn war er Flugzeugführer der Heeresflieger, Einsatzoffizier und Oberleutnant. 1964 wurde er in seine Heimat nach Bayern versetzt, wo er zum Staffelkapitän berufen und 1966 zum Hauptmann ernannt wurde.
1966 trat Roß der NPD bei. Noch im selben Jahr wurde er deren Vorsitzender im Ortsverband Roth und zog in den Bayerischen Landtag ein, dem er bis 1970 angehörte.
Roß gehörte zum Bundesvorstand der NPD. Im Vorfeld zur Bundestagswahl 1969 versuchte er, in einem Interview mit Rudolf Rohlinger, die NPD als bürgerlich und verfassungskonform erscheinen zu lassen, was Rohlinger unter Bezugnahme auf rassistische Äußerungen von Ernst Anrich konterkarierte.